# Juliette Roche

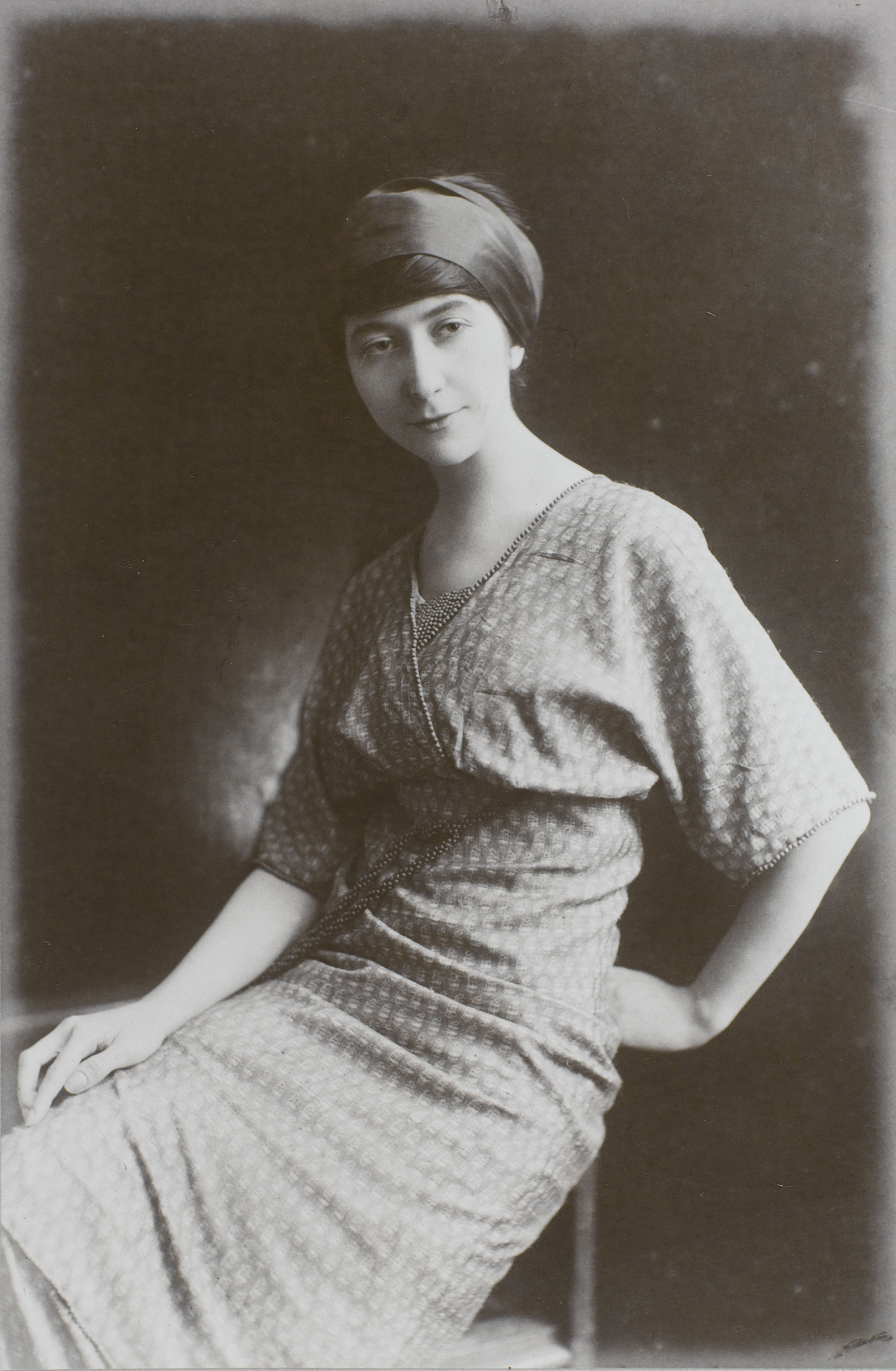
Juliette Roche, 1913

Juliette Roche, auch bekannt als Juliette Roche Gleizes (* 29. August 1884 in Paris; † 23. November 1980 ebenda) war eine französische Malerin und Dichterin. Sie schloss sich den Kubismus- und Dadaismus-Bewegungen an.

## Leben
Marie Juliette Lucy Roche wurde als einzige Tochter von Jules Roche und Marie Louise Masson in eine reiche Pariser Familie geboren. Ihre Kindheit verbrachte sie in Serrières (Ardèche). Ihr Vater war ein prominentes Mitglied der französischen Regierung und der avantgardistischen Kunstwelt. Weitere starke Verbindungen zur Kunstwelt zeigen sich in ihren Beziehungen zu ihrer Patentante, Élisabeth de Riquet de Caraman, Gräfin Greffulhe, und zum Patenkind ihres Vaters, Jean Cocteau.
Ab 1898 ließ sich Juliette Roche in privaten Ateliers in Paris zur Malerin ausbilden. 1907 veröffentlichte sie unter dem Pseudonym Herco einen ersten Gedichtband mit dem Titel Des mots.
1911 studierte sie mit der Unterstützung ihres Vaters Malerei an der Académie Ranson in Paris. Sie wurde schon früh von der Gruppe der Nabis adoptiert, entdeckte 1912 den Kubismus und brach daraufhin mit Félix Vallotton und Maurice Denis. 1913 stellte sie im Salon des indépendants aus, und 1914 hatte sie ihre erste Einzelausstellung in der Galerie Bernheim-Jeune.
Sie lernte 1913 ihren späteren Ehemann kennen, den kubistischen Künstler Albert Gleizes, der im  August 1915 aus der Armee entlassen wurde. Sie heirateten am 8. September 1915 in Paris. Das Ehepaar reiste am 11. September 1915 nach New York, wo Juliette Roche mit Marcel Duchamp und Francis Picabia an den Dada-Aktivitäten teilnahm. Das Ehepaar reiste im Mai 1916 nach Barcelona, um in den Galeries Dalmau auszustellen.
1919 kehrte Juliette Roche nach Paris zurück und begann mit dem Schreiben von La minéralisation de Dudley Craving Mac Adam, das 1924 veröffentlicht wurde und eine Geschichte über die Abenteuer von Arthur Cravan und anderen Künstlern im Exil in New York erzählt.
1920 veröffentlichte sie die Sammlung von Dada-Gedichten Demi-Cercle. Im Jahr darauf wurde ihr Gedicht État… Colloïdal  von dem chilenischen Journalisten Vicente Huidobro in der Zeitschrift Creación veröffentlicht.
1927 gründete sie zusammen mit Albert Gleizes die Moly-Sabata, eine Künstlerresidenz in Sablons, die auch Ateliers anbot. Für den Rest ihres Lebens stellte sie weiterhin in Gruppenausstellungen aus. Den Zweiten Weltkrieg verbrachte sie in Saint-Rémy-de-Provence.
1962 wurde ihr von der Galerie Miroir in Montpellier eine wichtige Retrospektive gewidmet.
2021–2022 wurde ihr die Ausstellung Juliette Roche, l’insolite gewidmet, die vom Musée des Beaux-Arts et d’Archéologie de Besançon, dem Musée Estrine in Saint-Rémy-de-Provence und dem Musée Sainte-Croix in Les Sables-d’Olonne in Zusammenarbeit mit der Fondation Albert Gleizes organisiert wurde.

## Ausstellungen
- 1962: Juliette Roche, Montpellier, Galerie Miroir
- 2021: Juliette Roche, l’insolite, Musée des Beaux-Arts et d’Archéologie de Besançon
- 2022: Juliette Roche, l’insolite, Musée Sainte-Croix des Sables-d’Olonne
- 2022: Juliette Roche, l’insolite, Musée Estrine, Saint-Rémy-de-Provence